# Thronsaal

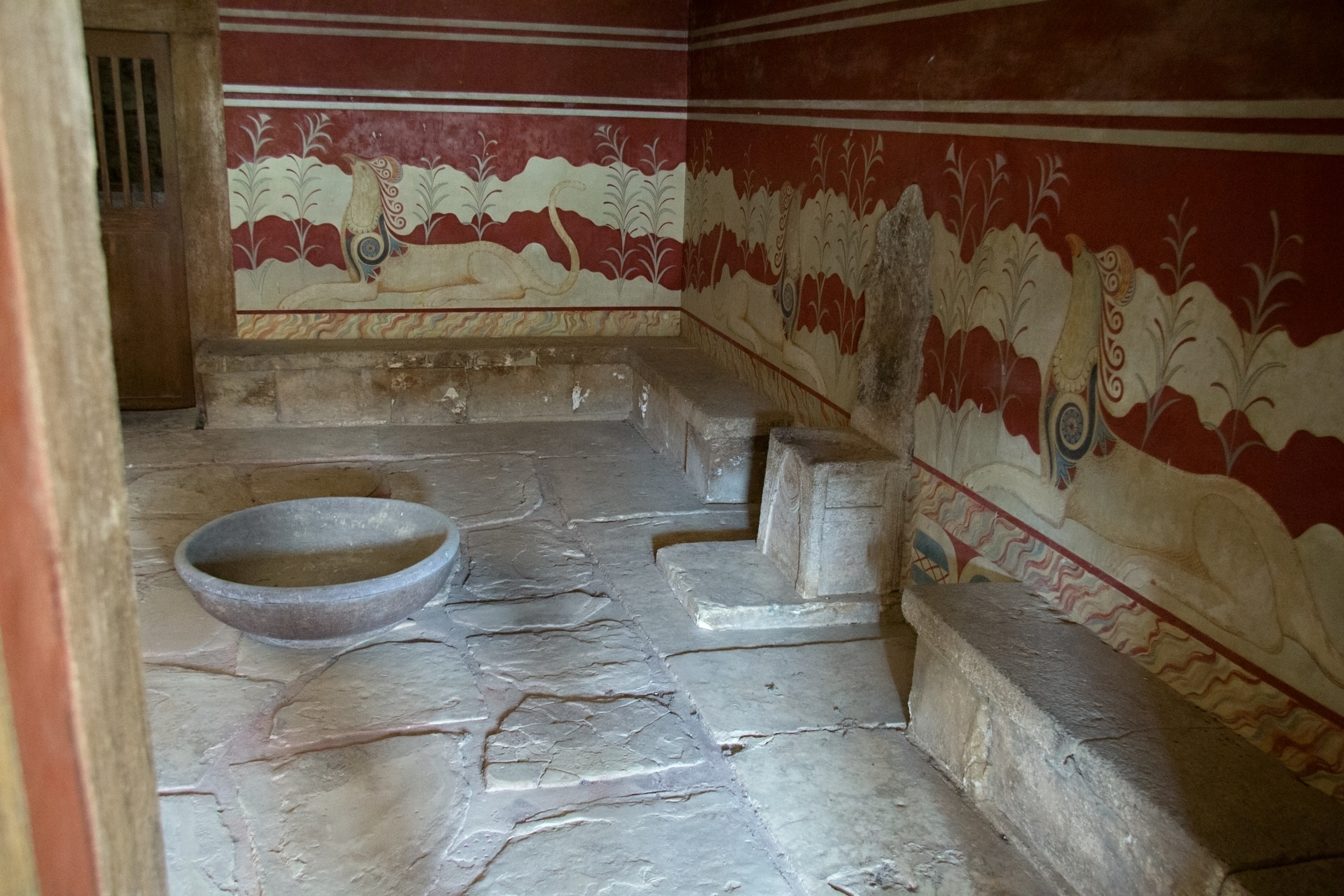
Thronsaal in Knossos

Der Thronsaal ist der Raum in einer Residenz, in welchem sich der Thron einer herausgehobenen Persönlichkeit befindet. In den meisten Fällen hat der Raum eine offizielle oder formelle Funktion innerhalb einer Monarchie oder eines Feudalsystems.

## Funktion
Ein Thronsaal dient in der Regel der Abhaltung von Zeremonien wie Audienzen oder Ehrungen. Historisch diente er auch den Versammlungen eines Hofstaats.
Die meisten Funktionen eines Thronsaals sind auf andere Räume und Zusammenhänge übertragbar. Die Vorstellung, dass insbesondere historische Monarchen fast alle ihre Amtsgeschäfte in einem Thronsaal ausübten, dürfte in den meisten Fällen eine Romantisierung sein. Viele Monarchien konnten historisch funktionieren, ohne über eine Hauptstadt und eine Residenz zu verfügen (vgl. Reisekönigtum).

## Thronsäle
Als Principal Reception Suite bezeichnet man die charakteristische Thronsaaleinheit neuassyrischer Paläste.
Weitere einzelne Thronsäle:
- Thronsaal (Schloss Braunschweig)
- Thronsaal (Schloss Ehrenburg)
- Thronsaal (Warschauer Königsschloss)
- Sala Regia im Vatikan